# Paul Robeson
Paul LeRoy Bustill Robeson (Princeton, 9 de abril de 1898 — Filadélfia, 23 de janeiro de 1976) foi um renomado ator de teatro e cinema, concertista baixo-barítono, jogador de futebol profissional, escritor e ativista americano dos direitos políticos e civis.
Robeson foi o primeiro ator negro a interpretar Otelo, de Shakespeare, na Broadway. Ator conceituado, em sua época, tanto no teatro, quanto no cinema, Robeson foi responsável por abrir as portas para outros atores negros, tais como Sidney Poitier e Harry Belafonte.
No auge de sua fama, Robeson decidiu tornar-se um ativista político contra o fascismo e o racismo. Adepto dos ideais socialistas, foi perseguido pelo Macartismo, investigado pelo FBI e o MI5.
O arquivo de Paul Robeson no FBI é, até hoje, um dos mais extensos já produzidos para um membro do meio artístico.
Em 1952 recebeu o Prêmio Lênin da Paz.

## Biografia
Robeson nasceu em Princeton, descendente de ibos, um povo africano oriundo da Nigéria, Camarões e Guiné Equatorial. O pai de Robeson, William, fora um pastor da Igreja Presbiteriana Ele nasceu escravo, mas escapou da plantação na adolescência. Sua mãe falecera quando ele tinha apenas seis anos.

### Estudos e esportes
Após concluir o colegial, Robeson foi aceito na Universidade Rutgers, o que fez dele apenas o terceiro negro a ingressar naquela Universidade. Atleta notável, Robeson aproveitou seu tempo na Rutgers para aprimorar-se em uma variedade de esportes, tais como futebol americano, baseball, basquete e atletismo.
Formado pela Rutgers, Robeson matriculou-se no curso de direito da Universidade de Columbia, curso este que ele conseguia pagar com o dinheiro que ganhava como atleta. Jogou futebol americano, profissionalmente, pelo Akron Pros e Milwaukee Badgers. Além disso, também trabalhou como assistente técnico e ainda foi jogador de basquete.
Encerrado o curso na Columbia, aos 25 anos de idade, Robeson foi contratado por uma firma de advocacia em Nova Iorque. Pediu demissão da firma pouco tempo depois, em virtude de atitudes preconceituosas contra ele.
Anos mais tarde mudou-se para Londres, onde foi estudar fonética e suaíli na Universidade de Londres.

### Casamento
Robeson casou-se com Eslanda Cardozo Goode, em 1921, uma distinta mulher de família. Por sua vez, Robeson não era um adepto da monogamia, nem tampouco era um homem caseiro. Resignada, Eslanda fez vista grossa aos inúmeros casos de seu marido.
Robeson e Eslanda ficaram casados de 1921 a 1965, data em que ela veio a falecer. O casal teve um filho, ao qual deram o nome de Paul Robeson Jr.

### Carreira artística

Paul Robeson como pintado por Betsy Graves Reyneau, na coleção do National Archives and Records Administration

No início da década de 20, Robeson começou sua carreira no teatro. Suas primeiras performances a despertarem a atenção pública aconteceram em 1924, quando atuou em Imperador Jones e Todos os Filhos de Deus têm Asas, ambas peças escritas por Eugene O'Neil. Depois disso, os trabalhos seguintes de Robeson no teatro foram uma adaptação para os palcos da novela Porgy, de DuBose Heyward, e a Ópera Porgy e Bess, de Ira Gershwin.
Em 1930, Robeson estava morando na Inglaterra, e ao receber a oportunidade de estrelar Otelo, um dos clássicos de William Shakespeare, ele conseguiu marcar época no teatro britânico. Treze anos mais tarde, Robeson pôde reviver esse papel na Broadway, e com isso também consagrou seu nome nos palcos americanos. Encenada de 1943 a 1945, o Otelo de Robeson continua sendo, até hoje, a peça de Shakespeare com maior tempo em cartaz na Broadway.
No cinema, Robeson somente começou a engrenar sua carreira a partir de seu quarto filme, quando reviveu nas telas o mesmo papel que havia feito nos palcos em o Imperador Jones. Lançado em 1933, o filme Imperador Jones foi motivo de polêmica, uma vez que o personagem de Robeson matava um homem branco no filme. Os americanos consideraram inaceitável assistir um negro matar um branco no cinema, e com isso o filme não foi exibido nos EUA.
Em 1936, Robeson atuou em Magnólia- O Barco das Ilusões, adaptação para o cinema de um musical que Robeson também havia estrelado na Broadway quatro anos antes. Dirigido por James Whale, renomado cineasta britânico, Magnólia-O Barco das Ilusões foi um verdadeiro sucesso de bilheteria, e além disso, a atuação de Robeson no filme foi considerada memorável.
No auge de sua fama, em meados dos anos 30, Robeson se tornou uma verdadeira celebridade no cinema britânico. Atuou em cerca de uma dezena de filmes, a maioria deles produzidos na Inglaterra, ao longo dos onze anos em que viveu naquele país. Deixou a Inglaterra durante a Segunda Guerra Mundial, retornando aos EUA.

### Música
Além de sua bem-sucedida carreira de ator, Robeson também foi um cantor prestigiado. De início, ele não almejava se tornar um cantor profissional, preferindo dedicar-se apenas ao teatro, porém, depois de conhecer Lawrence Brown, os seus planos acabaram mudando.
Brown e Robeson conheceram-se em 1922 e dois anos mais tarde estabeleceram uma parceria musical. Com o vasto repertório de arranjos de Brown e a voz de Robeson, a dupla deu certo, e com isso Robeson acabou se tornando um popular intérprete da música folk americana.
Em 1939, quando retornou da Inglaterra para os EUA, Robeson se tornou a voz da nação americana, quando cantou Ballad for Americans, uma cantata patriótica escrita por John Latouche e musicada por Earl Robinson. Esta canção voltaria a ser gravada por outros artistas mais tarde, porém foi a interpretação de Robeson que ficou marcada na memória do povo americano para sempre.
Trabalhando com Lawrence Brown e outros músicos, Robeson conseguiu estabelecer uma lucrativa carreira de cantor ao longo dos anos, contudo, em 1949, esta carreira foi interrompida pelo Macartismo. Impedido de cantar nos EUA e impossibilitado de viajar para o estrangeiro, após ter seu passaporte revogado, Robeson teve de esperar quase uma década para poder cantar de novo.
O retorno de Robeson, em 1958, deu-se em um concerto no Carnegie Hall. Daí por diante ele deu continuidade a sua carreira musical até sua última grande performance em público, em 1965, quando apesar de sua saúde já debilitada, ele cantou com maestria We Are Climbing Jacob's Ladder, durante um show feito em sua homenagem.

## Filmografia (parcial)
- Body and Soul (1925)
- Camille (1926)
- Borderline (1930)
- The Emperor Jones (1933)
- Sanders of the River (1935)
- Show Boat (1936)
- Song of Freedom (1936)
- Big Fella (1937)
- My Song Goes Forth (1937)
- King Solomon's Mines (1937)
- Jericho/Dark Sands (1937)
- The Proud Valley (1940)
- Native Land (1942)
- Tales of Manhattan (1942)
- The Song of the Rivers (1954)[4]

## Discografia
Paul Robeson teve uma extensa carreira musical; discogs.com lista cerca de 66 álbuns e 195 singles.
álbuns selecionados
- Songs of Free Men (1943)
- Spirituals (1946)
- Swing Low, Sweet Chariot (1949)
- Paul Robeson: Favorite Songs (1959)
- Paul Robeson at Carnegie Hall (1959)
- "Encore, Robeson!" (Paul Robeson: Favorite Songs, Vol. 2) (1960)